# نورمان كوربيت
نورمان كوربيت (بالإنجليزية: Norman Corbett)‏ (23 يونيو 1919 في المملكة المتحدة - 1990) هو لاعب كرة قدم بريطاني (وحمل سابقاً جنسية المملكة المتحدة لبريطانيا العظمى وأيرلندا) في مركز نصف الجناح. لعب مع وست هام يونايتد.